# Grand Central Publishing
Grand Central Publishing является подразделением Hachette Book Group. Ранее издательство называлось Warner Books. Grand Central Publishing появилось в марте 2006 года после продажи Time Warner своей Time Warner Book Group компании Hachette Livre. 
Помимо самого Grand Central Publishing, подразделение выпускает книги четырёх импринтов: Twelve, Grand Central Life & Style, Forever и Forever Yours.